# Track&Field
Track&Field é uma empresa brasileira de varejo que se posiciona como uma empresa de wellness (bem-estar). Possui cerca de 300 lojas em todo Brasil, entre próprias e franqueadas. É considerada a maior marca brasileira de esporte no setor de vestuário. Além de lojas físicas, a empresa possui e-commerce, realiza eventos de experiências (TF Sports) relacionados a wellness e um circuito de corridas de rua (T&F Run Series).

## História
A Track&Field foi criada em 1º de fevereiro de 1988, focada em roupas e acessórios para ginástica e corrida e em 1990, foi inaugurada a primeira loja da marca, no Shopping Jardim Sul, em São Paulo. 
Em 2011, adotou-se o modelo de franquias, com centro de distribuição em São Paulo, resultando na inauguração de diversas lojas em cidades de vários estados brasileiros. De 2011 a 2020, o número de lojas passou de 4 franquias para 233. Em 26 de outubro de 2021, a Track & Field realizou sua Oferta Pública Inicial de Ações (IPO), passando a ter suas ações negociadas na B3.